# 闸口镇 (公安县)
闸口镇，是中华人民共和国湖北省荆州市公安县下辖的一个乡镇级行政单位。

## 行政区划
闸口镇下辖以下地区：
双剅口社区、沟陵溪社区、中河村、同强村、关爱村、杨家咀村、双福村、双潭村、保恒垸村、榨岭新村、胜天汊村、红安寺村、合兴村、和祥村、高丰村和崇湖渔场生活区。